# Oosterenkstadion
Oosterenkstadion – stadion piłkarski, położony w mieście Zwolle, Holandia. Oddany został do użytku w 1934 roku. Swoje mecze na tym obiekcie rozgrywa zespół FC Zwolle. Jego obecna pojemność wynosi 6865 miejsc.
Oosterenkstadion zbudowany w 1934 został wyremontowany w latach 80. Trybuna główna została nazwana imieniem Johan Cruijff, ponieważ Cruijff swój ostatni oficjalny mecz, w 1984, rozegrał przeciwko FC Zwolle.
Obecnie planowana jest przebudowa stadionu, która ma rozpocząć się w niedalekiej przyszłości. Te terenie stadionu powstanie kasyno, zaś pojemność samego obiektu wzrośnie do 8500 widzów. Planuje się, że całość prac kosztować będzie 9 000 000 €.